# Una rosa blu/Venere
Una rosa blu è un singolo del cantante italiano Michele Zarrillo, pubblicato nel 1982.

## Descrizione
Scritto da Paolo Amerigo Cassella, musica di Totò Savio e Michele Zarrillo, Una rosa blu partecipò al Festival di Sanremo di quell'anno nella sezione "Aspiranti" senza superare l'eliminatoria, ma nonostante questo il brano sarebbe diventato un successo diversi anni più tardi, con una nuova versione, nel 1997.
Il retro, Venere, scritto da Paolo Amerigo Cassella, musica di Totò Savio e Michele Zarrillo.